# Elecciones parlamentarias de Dinamarca de 1929
Las elecciones parlamentarias de Dinamarca de 1929 fueron realizadas el 24 de abril de ese año, a excepción de las Islas Feroe, en donde se efectuaron el 29 de mayo. Socialdemócratas se posicionó como el mayor partido político del Folketing, obteniendo 61 de los 149 escaños. La participación electoral fue de un 79.7% en la Dinamarca continental y un 58.0% en las Islas Feroe.Social Democrat Thorvald Stauning returned to the Prime Ministership by forming a coalition government with the Social Liberals, a position he would hold until 1942.

## Resultados

### Dinamarca
| Partido                     | Votos     | %    | Escaños | +/– |
| --------------------------- | --------- | ---- | ------- | --- |
| Socialdemócratas            | 593.191   | 41.8 | 61      | +8  |
| Venstre                     | 402.121   | 28.3 | 43      | –3  |
| Partido Popular Conservador | 233.935   | 16.5 | 24      | –6  |
| Partido Liberal Social      | 151.746   | 10.7 | 16      | 0   |
| Partido Justicia            | 25.810    | 1.8  | 3       | +1  |
| Partido Schleswig           | 9.787     | 0.7  | 1       | 0   |
| Partido Comunista           | 3.656     | 0.2  | 0       | 0   |
| Votos en blanco/nulos       | 2.904     | –    | –       | –   |
| Total                       | 1.423.150 | 100  | 148     | 0   |
| Fuente: Nohlen & Stöver     |           |      |         |     |

### Islas Feroe
| Partido                   | Votos | %    | Escaños | +/– |
| ------------------------- | ----- | ---- | ------- | --- |
| Venstre-Partido Unionista | 3.486 | 55.6 | 1       | 0   |
| Partido de la Igualdad    | 2.780 | 44.4 | 0       | 0   |
| Votos en blanco/nulos     | 17    | –    | –       | –   |
| Total                     | 6.283 | 100  | 1       | 0   |
| Fuente: Nohlen & Stöver   |       |      |         |     |